# Richard Pare
Richard Pare (* 20. Februar 1948 in Portsmouth, Vereinigtes Königreich) ist ein britischer Architekturfotograf und Gründungskurator der Fotografischen Sammlung des Canadian Centre for Architecture.
Pare studierte Grafikdesign und Fotografie in Winchester und am Ravensbourne College of Art. 1971 ging er in die USA; am Art Institute of Chicago machte er 1973 seinen Master of Fine Arts.

## Werke
- Tadao Ando. Die Farben des Lichts (deutsch 2000)
- Die verlorene Avantgarde: russische Revolutionsarchitektur 1922–1932 (deutsch 2007)
- Baumeister der Revolution: Sowjetische Kunst und Architektur 1915–1935 (deutsch 2011)

## Ausstellungen
- Forum K 10 der Gesamthochschule Kassel-Universität, 7. bis 20. Juli 1992
- Martin-Gropius-Bau, Berlin: Baumeister der Revolution. Sowjetische Kunst und Architektur von 1915–1935, 5. April bis 9. Juli 2012